# 徐慶錫
徐 慶錫（ソ・ギョンソク、朝鮮語: 서 경석、1942年1月5日 - ）は大韓民国の軍人、大学教授、外交官。最終階級は陸軍中将。
高麗大学名誉教授、延世大学校客員教授、東ティモール駐在大韓民国大使。

## 人物
京畿道楊州郡楊州面（現議政府市）出身。3男2女の長男として生まれる。小学校4年生の時河南市に移住し、東部初等学校を卒業。1961年高麗大学史学科に入学。同期生に前大統領李明博、セジュン前会長千信一、柳晙相韓国情報技術研究院長らがいる。卒業後、1965年に学軍士官候補生（ROTC）3期任官。15師団38連隊小隊長となる。そこでの軍隊生活に興味を持ち、長期服務を申請する。連隊作戦主任補佐官として勤務中の1968年2月、作戦主任の勧めでベトナム戦争に参戦。クイニョンに展開していた首都歩兵師団（猛虎部隊）第1連隊第2大隊小隊長、のち第3大隊第11中隊長として同地区にゲリラ戦を展開していたベトコンやベトナム人民陸軍第3歩兵師団と戦闘を繰り広げる。当時の第3大隊長は盧泰愚中佐だった。
1969年7月10日、フーカットにて正規軍の一個大隊を発見、大隊本部に連絡し殲滅、38人射殺、捕虜4人の戦功をあげる。
帰国後、第2連隊長、第17歩兵師団長、第6軍団長、陸軍第3軍司令部副司令官を歴任。1999年の予備役編入後、高麗大学総長を務めていた金貞培のつてで高麗大学客員教授となる。
ベトナム戦争での近接戦闘の経験を基に1991年出版された著書「戦闘感覚」は、大韓民国陸軍の20個の必読書の一つとして選定されている。また前米韓連合司令部参謀長ランドルフ・Ｗ・ハウス中将によってこの本の英語版である「Feel for combat」が出版され、韓国の将軍が書いた最初の英語版戦闘教本として記録されている。

## エピソード
- 徐の父は農協東部支所取締役であったが、その後教師となり5人の子の学費を工面するのはかなり苦しかったとされる。徐がベトナム行きを決めたのも、戦闘手当により家計を助けたいという思いからであった。両親も「3人の息子のうち一人は国家に納めねばならない」と全く反対していなかった。戦地ではもらった給料の殆どを実家に送金し、そのおかげで2人の弟は満足な教育を受けることができた[3][1][4]。
- ベトナム戦争での経験に強い思い入れを持っており、「韓国軍は血の報酬を狙った米帝の傭兵」「請負戦争に利用された侵略戦争の共鳴者」との批判に対しては「東西冷戦において韓国は反共の最前線であったという事実を見落としている」「全体的に韓国軍はベトナムで駐越米軍の作戦統制を受けずに独自に作戦を展開しており、また我々自ら決めた派兵だった。「傭兵」云々とするのは誇張とこじつけである」と強く反発している。その一方で、「ベトコンが民間人に紛れて攻撃するゲリラ戦だったベトナム戦争において、罪のない民間人の巻き添えは避けられない側面があった」と語っている[3]。
- ベトコンに協力していたマイという名の民間人女性を交戦中にやむなく撃ち、捕虜とするもその女性は間もなく亡くなった。帰国後、彼女が現れる悪夢にしばらく悩まされたという[5]。
- 乙支武功勲章、シルバースター、ベトナムの最高勲章（ベトナム国家勲章（英語版）の事か？）の受章も検討されていたが、部下が捕虜を虐待していたことが判明したため忠武武功勲章に格下げ、残りの2点は取り下げとなった[5]。
- 中隊長として勤務時、ベトコンが住民の協力の上に戦闘を展開させていることを痛感し、ベトコンを孤立させるため村の田植え、稲刈りを積極的に手伝ったという[5]。
- 東ティモール赴任直後、大使館によそ者を嫌う子どもたちから石を投げられるという事態があった。そこで、チョコパイを箱ごと持ってきて子どもたちに配ると翌日から投石はすっかり止んだ。また、付近の店の品揃えのなさを見ると、財界への人脈を利用して「生活用品爆撃」を行い、若者の韓国企業への就職のあっせんも行った。こうした事から、現地住民から「サンタクロース」と呼ばれたという[5]。
- 高麗大学での講義中、学生の居眠り防止が大きな課題であった。そこで自動販売機で買ったコーヒーをあらかじめ50杯用意し、うとうとしている学生にそれを配って回る、という作戦に出た。この事から学生たちから「コーヒー将軍」の愛称で親しまれたという[2]。

## 年譜
- 1965年2月 - ROTC3期、陸軍少尉任官
- 1965年 - 第15師団第38連隊小隊長
- 1968年 - 第15師団第38連隊作戦主任補佐官、首都歩兵師団第1連隊第2大隊第6中隊第2小隊長
- 1969年4月 - 第1連隊第3大隊第11中隊長
- 1975年 - 陸軍第25師団作戦将校
- 1976年 - 陸軍第25師団第72連隊第2大隊長
- 1977年 - 首都歩兵師団作戦参謀
- 1979年11月 - 陸軍第25師団72連隊2大隊大隊長
- 1980年7月 - 陸軍大学教官
- 1982年 - 陸軍第17師団第102連隊長
- 1985年3月 - 陸軍准将進級
- 1986年9月 - 高麗大学第102学軍団長
- 1988年6月 - 陸軍特戦司令部参謀長
- 1989年12月 - 陸軍特戦司令部第5空輸旅団長
- 1991年5月 - 陸軍第17師団長
- 1993年11月 - 陸軍教育司令部参謀長
- 1995年4月17日 - 陸軍第6軍団長
- 1997年2月 - 陸軍第3軍司令部副司令官
- 1998年1月 - 陸軍BCTP団長
- 1999年5月 - 陸軍中将予備役編入
- 1999年 - 高麗大学教授
- 2002年6月 - カンボジア名誉領事
- 2007年 - 高麗大学名誉教授
- 2008年 - 延世大学校客員教授
- 2009年9月 - 東ティモール駐在大韓民国大使

## 発言
- 「戦闘に臨んだ兵士たちは予測能力が優れていなければならず、また予測した後は徹底的に準備しなければならない。さもなくば死ぬ」[1]
- 「どこでも成功した者は、他者の助けを受ける者である。他者の助けを受けるには、助けを差し伸べる必要があり、他者を思いやる器を持たねばならない。与えよ、さらば与えられんという事だ」[1]
- 「ベトナムでの戦闘だった。それ以降の軍生活は楽しみがなかった」（人生で最も幸せだったときはどこか、と聞かれ）[1]
- 「毎週何が起こるか分からない。こうして年を取ってもこのように忙しく生きることができるというのが、おそらく私の人生最大の幸運なんだろう。」[2]
- 「70歳を見つめる今でも、やがて80歳を見つめるようになる10年後も、私はどの席に立っていても積極的に明日の準備をして努力する」[2]
- 「誰よりもダイナミックに暮らしていたい、そんな人生のために死ぬまでの人生への情熱だけはあきらめない」[2]
- 「赤化統一を目標にしている北韓の立場から見れば、現在の大韓民国は、自分たちが望む革命の成熟期が到来したのです。韓半島の赤化統一を防ぐには、必ず、在韓米軍と国家保安法が必要です。」[4]